# Kostas Simitis
Konstantinos Simitis, més conegut com a Kostas Simitis (grec: Κωνσταντίνος Σημίτης)  (El Pireu, 23 de juny de 1936 - Hospital General de Corint, 5 de gener de 2025) va ser un economista i polític grec. President del PASOK i primer ministre de 1996 a 2004, i membre del Grup Amato encarregat de redactar el projecte del Tractat de reforma institucional de la Unió Europea.

## Biografia
El seu pare, Georgios Simitis, un advocat i professor d'economia a la Universitat d'Atenes va ser president del col·legi d'advocats del Pireu i diputat al Parlament. La seva mare, Fanny Christopoulou, va ser presidenta d'organitzacions femenines d'esquerra i presidenta de la Unió femenina Panhel·lènica. Els seus pares van formar part de la resistència contra l'ocupant nazi durant la Segona Guerra Mundial.
Va estudiar dret a Alemanya i després va fer estudis d'economia a la London School of Economics. Va ser professor a la Universitat de Marburg (RFA) des de 1959, a la Universitat de Constança el 1971 després a la Universitat de Giessen (professor de dret mercantil i civil) de 1971 a 1975 i finalment, des de 1977, a la Universitat Panteion d'Atenes.

## Carrera política

### 1967-1974: oposició a la dictadura dels coronels
Kostas Simitis havia participat el 1965 en la fundació del cercle de recerca política Aléxandros Papanastásiou que tenia per objectiu identificar i estudiar els principals problemes de naturalesa social i econòmica del país, per tal d'elaborar solucions. El 1967, el cercle es transforma en organització d'oposició a la dictadura (instaurada el 21 d'abril del mateix any) i pren el nom de Defensa Democràtica. (L'organització participaria set anys més tard en la fundació del PASOK.
Amenaçat de detenció, Simítis se'n va secretament del país i es veu condemnat per contumàcia per «infracció a la llei sobre els líquids inflamables». La seva esposa Daphni Arkádiou és arrestada en represàlia i és condemnada a dos mesos d'empresonament. Des de 1970, participà en el PAK (Moviment Aanhel·lènic d'Alliberament).

### Primer ministre i president del PASOK
El 18 de gener de 1996, Kostas Simitis és escollit primer ministre pel grup parlamentari del PASOK, en substitució d'Andreas Papandreu que dimiteix per raons de salut. El 30 de juny del mateix any és elegit president del PASOK en el transcurs del IV congrés del partit. La victòria del partit a les Eleccions legislatives del 22 de setembre de 1996 el confirma al seu lloc de primer ministre, que ocupa durant vuit anys, amb una revisió ministerial el 2000. Victoriós de nou a les Eleccions legislatives del 2000, el partit travessa no obstant això una greu crisi de confiança amb el seu electorat. Simitis intenta invertir la tendència dimitint del seu lloc de president del partit el 7 de gener del 2004, en benefici de Georgios Andreas Papandreu (fill d'Andreas Papandreu), però el partit de dretes Nova Democràcia, a l'oposició des de fa 11 anys, guanya les eleccions de març del 2004 i Kostas Karamanlís esdevé primer ministre.
Després d'haver deixat la presidència del govern a Kostas Karamanlís, Kostas Simitis va continuar essent diputat al Parlament i membre de les comissions parlamentàries d'afers militars i d'afers exteriors. Escollit de nou el setembre de 2007, va entrar en conflicte amb el seu successor al PASOK, Georgios Papandreu, sobre l'orientació política del partit. El juny de 2008, va ser posat al marge del grup parlamentari després d'haver-se oposat a la proposició de Papandreu per a un referèndum sobre el Tractat de Lisboa. Per bé que mai no va ser oficialment exclòs del partit, va mantenir una certa distància i no es va poder posar d'acord amb Papandreu sobre la seva candidatura a les eleccions legislatives del 2009, per les quals va abandonar el seu escó de diputat pel Pireu.